# Campeonato de Letonia de Ciclismo Contrarreloj
Los Campeonatos de Letonia de Ciclismo Contrarreloj se organizan anual e ininterrumpidamente desde el año 2000 para determinar el campeón ciclista de Letonia de cada año, en la modalidad. 
El título se otorga al vencedor de una única carrera, en la modalidad de Contrarreloj individual. El vencedor obtiene el derecho a portar un maillot con los colores de la bandera letona hasta el campeonato del año siguiente, solamente cuando disputa pruebas contrarreloj.

## Palmarés
| Año  | Ganador             | Segundo             | Tercero                |
| 1997 | Dainis Ozols        | Egons Rozenfelds    | Arvis Piziks           |
| 1998 | Dainis Ozols        | Juris Silovs        | Arvis Piziks           |
| 1999 | Dainis Ozols        | Andris Spehts       | Arvis Piziks           |
| 2000 | Raivis Belohvoščiks | Dainis Ozols        | Andris Špehts          |
| 2001 | Raivis Belohvoščiks | Arvis Piziks        | Dzintars Ozoliņš       |
| 2002 | Raivis Belohvoščiks | Arvis Piziks        | Romāns Vainšteins      |
| 2003 | Raivis Belohvoščiks | Andris Naudužs      | Aldis Āboliņš          |
| 2004 | Oļegs Meļehs        | Kalvis Eisaks       | Aldis Āboliņš          |
| 2005 | Raivis Belohvoščiks | Olegs Melehs        | Artūrs Ansons          |
| 2006 | Raivis Belohvoščiks | Oļegs Meļehs        | Vitalijs Korņilovs     |
| 2007 | Raivis Belohvoščiks | Oļegs Meļehs        | Aleksejs Saramotins    |
| 2008 | Raivis Belohvoščiks | Oļegs Meļehs        | Aleksejs Saramotins    |
| 2009 | Raivis Belohvoščiks | Aleksejs Saramotins | Gatis Smukulis         |
| 2010 | Raivis Belohvoščiks | Aleksejs Saramotins | Gatis Smukulis         |
| 2011 | Gatis Smukulis      | Aleksejs Saramotins | Vitālijs Korņilovs     |
| 2012 | Gatis Smukulis      | Aleksejs Saramotins | Indulis Bekmanis       |
| 2013 | Gatis Smukulis      | Aleksejs Saramotins | Ervīns Smoļins         |
| 2014 | Gatis Smukulis      | Aleksejs Saramotins | Andžs Flaksis          |
| 2015 | Gatis Smukulis      | Aleksejs Saramotins | Ervīns Smoļins         |
| 2016 | Gatis Smukulis      | Aleksejs Saramotins | Toms Skujiņš           |
| 2017 | Aleksejs Saramotins | Toms Skujiņš        | Krists Neilands        |
| 2018 | Toms Skujiņš        | Gatis Smukulis      | Aleksejs Saramotins    |
| 2019 | Krists Neilands     | Aleksejs Saramotins | Emīls Liepiņš          |
| 2020 | No se disputó       | No se disputó       | No se disputó          |
| 2021 | Toms Skujiņš        | Emīls Liepiņš       | Andris Vosekalns       |
| 2022 | Toms Skujiņš        | Krists Neilands     | Emīls Liepiņš          |
| 2023 | Toms Skujiņš        | Krists Neilands     | Emīls Liepiņš          |
| 2024 | Alekss Krasts       | Emīls Liepiņš       | Kristers Ansons        |
| 2025 | Toms Skujiņš        | Krists Neilands     | Kristiāns Belohvoščiks |